# Dodge Diplomat
Der Dodge Diplomat war ein von 1977 bis 1989 vom US-amerikanischen Automobilhersteller Dodge angebotenes Modell der Mittelklasse mit Hinterradantrieb, das auf der M-Plattform des Chrysler-Konzerns basierte. Der Diplomat wurde in drei Serien hergestellt. Er ist der am längsten produzierte Personenkraftwagen der Marke Dodge.

## Hintergrund
Der Dodge Diplomat war ursprünglich als Parallelmodell zum 1977 vorgestellten Chrysler LeBaron konzipiert worden.
Angesichts der 1973 ausgebrochenen Ölkrise entstand auf dem amerikanischen Automobilmarkt Mitte der 1970er-Jahre der Bedarf nach kleineren Fahrzeugen. Das galt auch für den Bereich hochwertiger, teurer Modelle. General Motors hatte in diesem Marktsegment, das zunächst nur von Importeuren wie Mercedes-Benz und BMW bedient worden war, als erster amerikanischer Hersteller 1975 mit dem Cadillac Seville erfolgreich ein eigenes Fahrzeug positioniert; die Ford Motor Company zog wenig später mit dem Lincoln Versailles nach. Der Chrysler-Konzern antwortete darauf im Sommer 1976 mit dem LeBaron, der in seinen Dimensionen annähernd dem Seville und dem Versailles entsprach, aber zu einem günstigeren Preis angeboten wurde als die Konkurrenzmodelle. Die technische Basis des LeBaron wurde als M-Plattform bezeichnet. Diese neue Bezeichnung suggerierte eine Eigenständigkeit der Baureihe, die tatsächlich nicht gegeben war. Die M-Plattform war weitgehend identisch mit der ein Jahr zuvor vorgestellten F-Plattform, auf der Chryslers preisgünstige Volumen-Modelle Dodge Aspen und Plymouth Volare basierten. Die meisten technischen Komponenten des LeBaron entsprachen dem Aspen und dem Volaré; zahlreiche Karosserieteile der Baureihen waren untereinander austauschbar.
Der LeBaron wurde ab dem Modelljahr 1977 über die Chrysler-Plymouth-Händler vertrieben. Für die getrennt auftretenden Händler der Marke Dodge entwickelte Chrysler den Diplomat, der stilistisch weitgehend dem LeBaron glich, aber weniger aufwändig ausgestattet war und preiswerter angeboten wurde. Zum Modelljahr 1982 ergänzte der Plymouth Gran Fury die Baureihe; zur gleichen Zeit wurde aus dem Chrysler LeBaron der New Yorker und ein Jahr später der Fifth Avenue.

## Marktpositionierung
Innerhalb der drei Chrysler-Marken nahm die Dodge-Variante des M-Body eine mittlere Stellung ein: Der baugleiche, aber sehr aufwändig ausgestattete Chrysler LeBaron und seine Nachfolger New Yorker bzw. Fifth Avenue waren deutlich teurer als der Diplomat, während der Plymouth Gran Fury die Basisversion darstellte und noch günstiger war als sein Dodge-Pendant.
Bezogen auf die Modellpalette der Marke Dodge war die Positionierung des Diplomat nicht eindeutig; er nahm im Laufe seiner dreizehnjährigen Produktionszeit unterschiedliche Rollen ein. 1977 und 1978 wurde der Diplomat parallel zu den größeren Mittelklassemodellen Dodge Coronet bzw. Monaco angeboten, löste diese veraltete Konstruktion also nicht unmittelbar ab. Über dem Mittelklasse-Duo Diplomat/Monaco rangierte zudem das Full-Size-Modell Royal Monaco. Ungeachtet der Größenverhältnisse war der Diplomat teurer als die beiden größeren Modelle. Mit der Einstellung des Monaco im Sommer 1978 übernahm der Diplomat dessen Rolle als zweitgrößtes Dodge-Modell, über dem ab 1979 nur noch der deutlich größere St. Regis positioniert war. Nachdem im Spätsommer 1981 auch dieses Full-Size-Modell eingestellt worden war, wurde der Diplomat zum größten Personenwagen der Marke Dodge, und nachdem der Chrysler-Konzern alle kleineren Fahrzeugklassen mit Frontantriebsautos aus der K-Car-Familie ersetzt hatte, waren der Diplomat und seine Schwestermodelle die letzten Chrysler-Fahrzeuge mit Hinterradantrieb.

## Modellgeschichte

### Erste Generation: 1977–1979

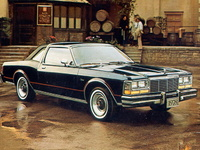
Geschwungene hintere Kotflügel: Coupé der ersten Generation

Die erste Serie des Dodge Diplomat wurde als viertürige Limousine, als zweitüriges Coupé und als fünftüriger Kombi angeboten. Das Coupé verfügte über gewölbte hintere Kotflügel mit einer rundlichen Linienführung. Alle Karosserieversionen wiesen den gleichen Radstand auf. Stilistisch war der Diplomat nahezu identisch mit dem Chrysler LeBaron; lediglich die Form des Kühlergrills sowie das Arrangement der vorderen Leuchteinheiten war eigenständig. Während beim LeBaron die Blinker über den eckigen Scheinwerfern angeordnet waren, befanden sie sich beim Diplomat unterhalb der Scheinwerfer.
Im ersten Modelljahr wurde der Diplomat ausschließlich von einem 5,2 Liter großen Achtzylindermotor angetrieben, ab 1978 war zusätzlich der Slant Six-Reihensechszylindermotor mit 3,7 Litern Hubraum lieferbar. 1978 und 1979 konnte außerdem auch eine 5,9 Liter große Version des V8-Triebwerks bestellt werden. Die Achtzylindermotoren waren serienmäßig mit einer Dreigangautomatik gekoppelt. Nur im Modelljahr 1979 war alternativ ein manuelles Vierganggetriebe lieferbar.

### Zweite Generation: 1980–1984

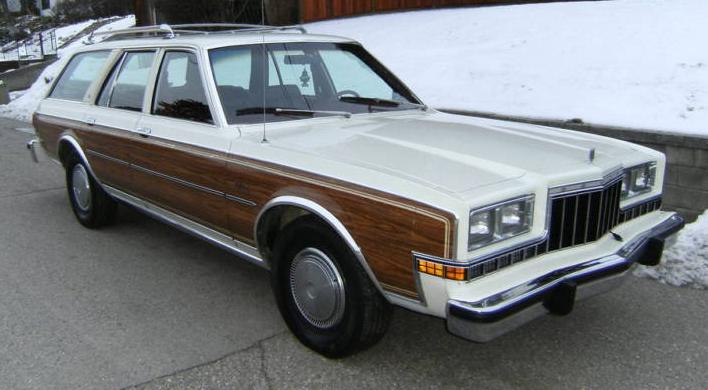
Kombi der zweiten Generation. Die Frontgestaltung wurde ab 1982 vom Plymouth Gran Fury übernommen.

1980 erfuhr der Diplomat umfangreiche stilistische Modifikationen. Die viertürige Limousine erhielt ebenso wie der Chrysler LeBaron eine steiler stehende C-Säule, die die Kopffreiheit im Fond des Wagens erhöhte. Diese Karosserieform blieb bis zur Einstellung des Modells 1989 im Kern unverändert.
Das Diplomat Coupé wurde umfangreich modifiziert. Anders als in den Jahren zuvor, hatte es nunmehr den um 10 cm kürzeren Radstand der Coupé-Versionen des Dodge Aspen/Plymouth Volaré und erhielt glattflächige hintere Kotflügel mit eckiger Linienführung. Der Kombiwagen blieb indes unverändert. Der Kombi und das Coupé der zweiten Generation wurden nur in den Modelljahren 1980 und 1981 produziert; ab 1982 war der Diplomat nur noch als viertürige Limousine erhältlich.
Als Antrieb diente weiterhin der 5,2 Liter große Achtzylindermotor, der mit unterschiedlichen Vergasersystemen ausgerüstet werden konnte. Von 1980 bis 1983 war alternativ der 3,7 Liter große Slant-Six-Sechszylindermotor verfügbar.

### Dritte Generation: 1985–1989

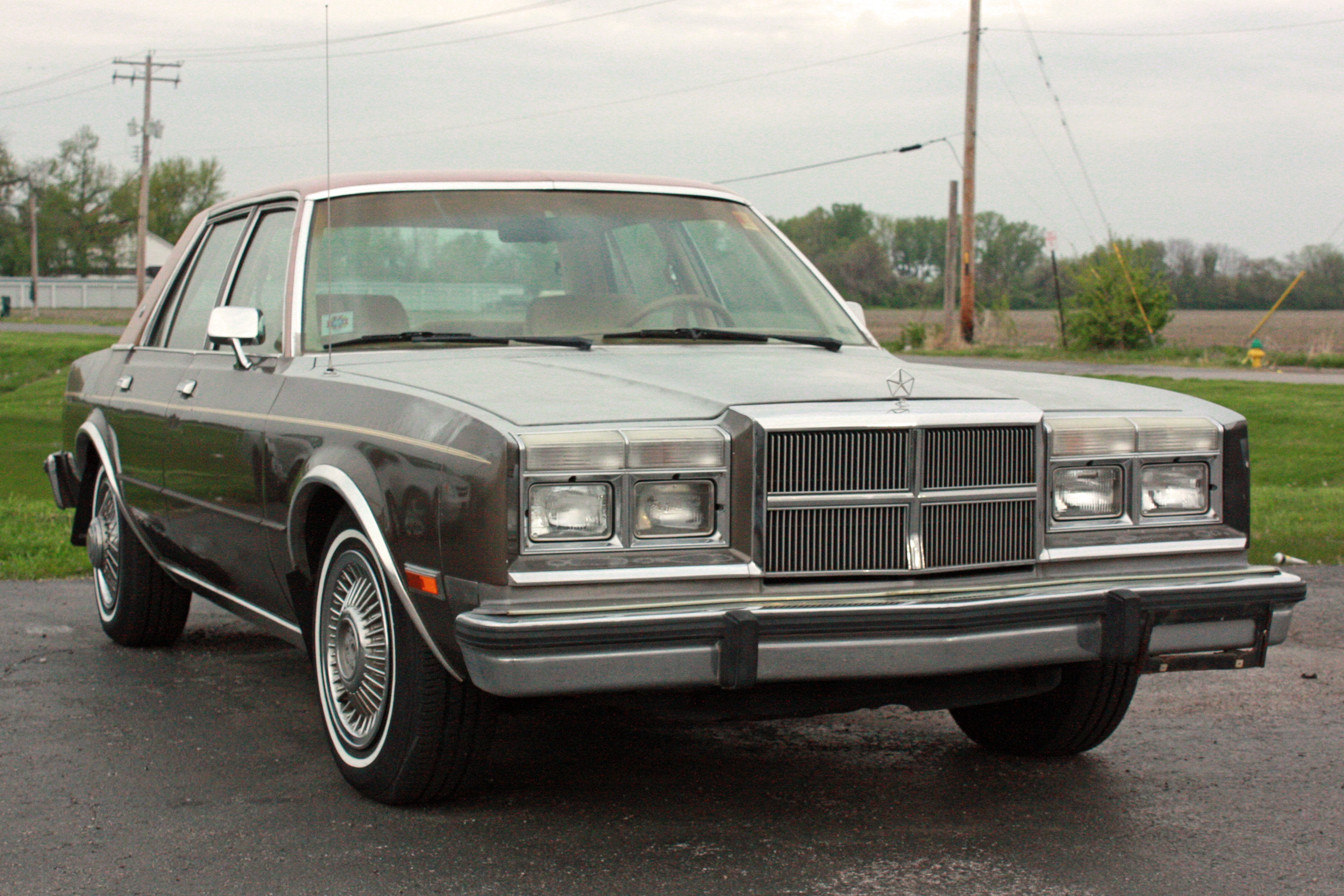
Mit dem Scheinwerferarrangement des Chrysler Fifth Avenue: Dodge Diplomat, dritte Generation

1985 erhielt der Diplomat, der nur noch als Limousine lieferbar war, ein weiteres Facelift. Bei ansonsten unveränderter Karosserie übernahm er die Frontgestaltung des Chrysler Fifth Avenue, bei der die Blinker weiterhin über den Frontscheinwerfern angeordnet waren. Damit hob sich der Diplomat nun deutlich von dem preiswerteren Plymouth Gran Fury ab, der von 1982 bis 1984 äußerlich mit dem Diplomat identisch gewesen war und auch in den Folgejahren seine bisherige Frontgestaltung beibehielt.

## Produktion
Der Dodge Diplomat wurde anfänglich in Chryslers eigenen Werken hergestellt. Ab 1981 erfolgte die Produktion demgegenüber im Auftrag bei dem Konkurrenzunternehmen AMC. Dessen Fabrik in Kenosha, Wisconsin, konnte die M-Bodies günstiger herstellen als Chryslers eigene Werke.
Seit den frühen 1980er-Jahren wurde der Diplomat nur noch marginal weiterentwickelt. Das Auto veraltete zunehmend, hielt sich aber lange erfolgreich am Markt. In den letzten Jahren wurden die Fahrzeuge überwiegend an Flottenabnehmer wie Behörden und Autovermieter verkauft.
Die Chrysler-Versionen des M-Body waren regelmäßig die erfolgreichsten Ableger der M-Plattform, gefolgt von den Dodge-Modellen. Plymouths Version war regelmäßig am wenigsten gefragt.
Dodge baute insgesamt rund 363.000 Exemplare des Diplomat. In keinem einzigen Modelljahr erreichte der Diplomat sechsstellige Produktionszahlen. Den höchsten Ausstoß erreichte er in seinem ersten vollen Produktionsjahr. In den 1980er-Jahren schwankte die Produktion nahezu immer zwischen 20.000 und 25.000 Fahrzeugen jährlich. Die Produktion verteilte sich auf die einzelnen Modelljahre wie folgt: 37.552 (1977), 78.552 (1978), 53.879 (1979), 35.200 (1980), 24.170 (1981), 23.146 (1982), 24.444 (1983), 22.169 (1984), 39.165 (1985), 26.953 (1986), 20.627 (1987), 19.173 (1988), 6.329 (1989).

## Technische Daten
| Dodge Diplomat                       | Dodge Diplomat                                                             | Dodge Diplomat                                                             | Dodge Diplomat                                           |
|                                      | 3,7 Liter R6                                                               | 5,2 Liter V8                                                               | 5,9 Liter V8                                             |
| ------------------------------------ | -------------------------------------------------------------------------- | -------------------------------------------------------------------------- | -------------------------------------------------------- |
| Bauzeit:                             | 1978–1983                                                                  | 1977–1989                                                                  | 1978–1979                                                |
| Motor:                               | Sechszylinder Reihenmotor Viertakt                                         | Achtzylinder V-Motor (Viertakt)                                            | Achtzylinder V-Motor (Viertakt)                          |
| Hubraum:                             | 3678 cm³                                                                   | 5210 cm³                                                                   | 5898 cm³                                                 |
| Bohrung × Hub:                       | 86,4 × 104 mm                                                              | 99,3 × 84,1 mm                                                             | 101,6 × 90,9 mm                                          |
| Leistung bei 1/min:                  | 85 PS 90 PS                                                                | 120 PS 160 PS                                                              | 170 PS                                                   |
| Verdichtung:                         | 8,4:1                                                                      | 8,5:1                                                                      | 8,4:1                                                    |
| Gemischaufbereitung:                 | Einfachvergaser wahlweise Doppelvergaser                                   | Doppelvergaser wahlweise Doppel-Registervergaser                           | Doppel-Registervergaser                                  |
| Ventilsteuerung:                     | untenliegende Nockenwelle                                                  | untenliegende Nockenwelle                                                  | untenliegende Nockenwelle                                |
| Kühlung:                             | Wasserkühlung                                                              | Wasserkühlung                                                              | Wasserkühlung                                            |
| Getriebe:                            | Dreigangautomatik 1979 auf Wunsch manuelles Dreiganggetriebe mit Overdrive | Dreigangautomatik 1979 auf Wunsch manuelles Dreiganggetriebe mit Overdrive | Dreigangautomatik                                        |
| Radaufhängung vorn:                  | Querlenker Drehstabfedern                                                  | Querlenker Drehstabfedern                                                  | Querlenker Drehstabfedern                                |
| Radaufhängung hinten:                | Starrachse Blattfedern                                                     | Starrachse Blattfedern                                                     | Starrachse Blattfedern                                   |
| Bremsen:                             | Scheibenbremsen vorn Trommelbremsen hinten                                 | Scheibenbremsen vorn Trommelbremsen hinten                                 | Scheibenbremsen vorn Trommelbremsen hinten               |
| Karosserie:                          | Stahl selbsttragend                                                        | Stahl selbsttragend                                                        | Stahl selbsttragend                                      |
| Radstand:                            | 2863 mm Coupé (1980–1981): 2761 mm                                         | 2863 mm Coupé (1980–1981): 2761 mm                                         | 2863 mm Coupé (1980–1981): 2761 mm                       |
| Abmessungen (Länge × Breite × Höhe): | 5235 × 1849 × 1405 Coupé (1980–1981): 5110 × 1885 × 1405                   | 5235 × 1849 × 1405 Coupé (1980–1981): 5110 × 1885 × 1405                   | 5235 × 1849 × 1405 Coupé (1980–1981): 5110 × 1885 × 1405 |
| Leergewicht:                         | 1454–1691                                                                  | 1454–1691                                                                  | 1454–1691                                                |
| Höchstgeschwindigkeit:               | 155–160 km/h                                                               | 165–170 km/h                                                               | 185 km/h                                                 |